# Mount Watt
Mount Watt ist ein 2715 m hoher Berg im ostantarktischen Viktorialand. Er ragt 5 km nordwestlich des Mount Roy in der Barker Range der Victory Mountains auf.
Mitglieder der New Zealand Federated Mountain Clubs Antarctic Expedition (1962–1963) benannten ihn nach B. H. Watt, dem Sekretär dieser Forschungsreise.